# Свободное государство Саксен-Альтенбург
Свободное государство Саксен-Альтенбург (нем. Freistaat Sachsen-Altenburg) — свободное государство, образованное на месте герцогства Саксен-Альтенбург после ноябрьской революции 1918 года в Германии.
13 ноября 1918 года герцог Эрнст II Саксен-Альтенбургский отрёкся от престола, и герцогство было преобразовано в республику («свободное государство»), столицей которой стала бывшая герцогская резиденция Альтенбург. Статс-министром переходного правительства стал Вильгельм Телль. 26 января 1919 года состоялись выборы в парламент, победившие на которых Социал-демократическая партия Германии и Немецкая демократическая партия сформировали правительство, главой которого стал Август Фрёлих. 26 апреля 1919 года Ландтаг свободного государства Саксен-Альтенбург принял закон о конституции.
1 мая 1920 года Свободное государство Саксен-Альтенбург вошло в состав новообразованной земли Тюрингия в составе Германской империи.